# Double seigneurie de Maastricht
1204 – 1795 
 591 ans
Entités précédentes :
- Saint-Empire romain germanique

Entités suivantes :
- Première République

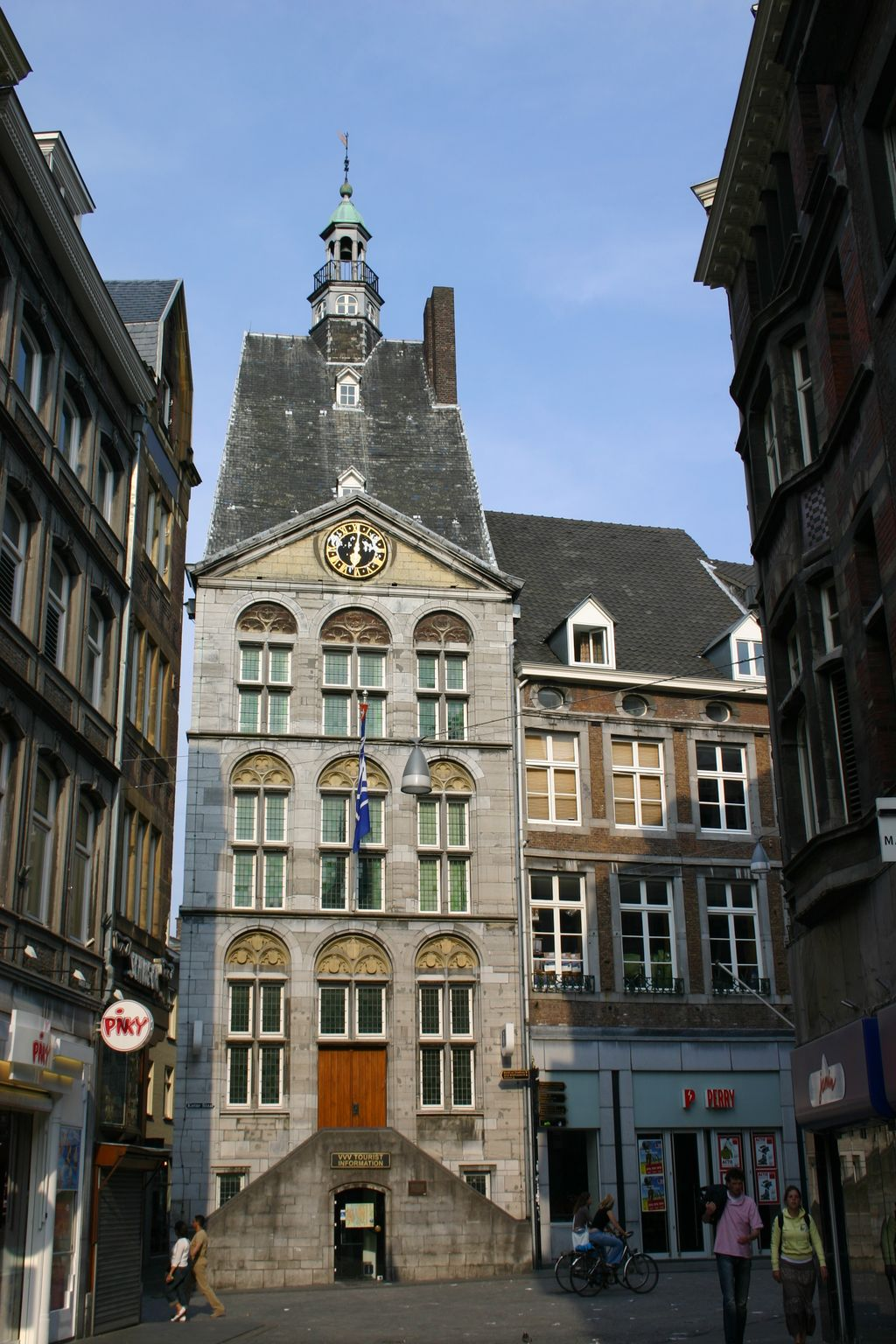
La Dinghuis, lieu où siégeait la double seigneurie de Maastricht

La double seigneurie est le régime politique qui fut en vigueur à Maastricht de 1204 à 1794 (en français aussi Double seigneurie de Maestricht, en néerlandais : Tweeherigheid van Maastricht).
En 1204, la ville de Maastricht, qui se trouvait jusqu'alors contrôlée par l'évêque de Liège, se trouva cédée par l'empereur du Saint-Empire romain germanique aux ducs de Brabant. À partir de ce moment, la ville fut placée sous double tutelle de la Principauté de Liège et du Duché du Brabant.
Étant donné que le stadhouder Frédéric-Henri prit ses distances avec l'Espagne en 1632, les États généraux des Provinces-Unies récupérèrent la tutelle sur la ville (comme ils le faisaient également sur les territoires du comté de Flandre et du duché de Brabant sous leur contrôle). 
La double seigneurie resta sous cette forme de condominium, sous tutelle des deux souverains des États-Généraux et du Prince-évêque de Liège. Cette situation durera jusqu'en 1794, date à laquelle la France prit la ville, et l'institua chef-lieu du département de la Meuse-Inférieure jusqu'en 1814.